# Gloster Meteor
Gloster Meteor é um avião de caça bimotor a jato desenvolvido e fabricado pela empresa britânica Gloster Aircraft Company, entre os anos de 1942 e 1954. Foi o único jato dos Aliados a entrar em ação antes do fim da Segunda Guerra Mundial. 
Projetado por W. George Carter, começou a ser desenvolvido em novembro de 1940, e realizou seu primeiro voo em 5 de março de 1943. No início, o avião foi designado "Thunderbolt", mas para evitar confusão com o caça a hélice norte-americano Republic P-47, seu nome foi mudado para "Meteor".
Depois de os alemães inventarem os primeiros aviões a jato, foram os britânicos que aperfeiçoaram a tecnologia aérea e criaram o primeiro modelo operacional. Os primeiros sete dos vinte Gloster Meteor F1 encomendados pela RAF foram entregues nos primeiros dias de julho de 1944. No dia 27 do mesmo mês, foram testados na caça às bombas voadoras alemãs V-1, sobre o Canal da Mancha, com relativo êxito.
Os Gloster Meteor F 3, mais aperfeiçoados, foram entregues à RAF em janeiro de 1945. Decolaram pela primeira vez para uma ação de combate, do aeroporto de Bruxelas, em 16 de abril de 1945, com a incumbência de interceptar os caças a jato alemães Messerschmitt Me 262. Entretanto, esse histórico encontro nos céus nunca aconteceu. A superveniência da paz tirou dos Gloster Meteor a possibilidade de serem postos em prova, ainda na II Guerra Mundial.
Foram fabricados 3 947 unidades. O Meteor foi o primeiro jato de combate de diversas forças aéreas do mundo. Foi utilizado na Argentina, Bélgica, Brasil, França, Egito, Israel, Síria e Suécia. É também o primeiro avião britânico equipado com assento ejetável (desde a versão F 8 de 1948).
O primeiro cliente sul-americano foi a Força Aérea Argentina (FAA), que em 1947 recebeu 100 aeronaves. Esses se enfrentaram no golpe de estado que derrubou o governo de Juan Domingo Peron em setembro de 1955.

## No Brasil
No Brasil os primeiros modelos foram negociados em 1953 para utilização pela FAB (Força Aérea Brasileira) eram os F 8 e 10 T 7 (modelo de treino) montados na Fábrica do Galeão (RJ). O Meteor logo se transformou em sinônimo de avião de ataque por ser o principal caça da FAB até 1970, quando os Xavante (AT-26) foram adotados.
O último voo em missão do Meteor no Brasil foi em 1971. Esse avião é um símbolo de prosperidade na aviação militar. Por vezes a FAB presenteava bases e órgãos públicos com versões "modificadas" do Meteor para servirem de ornamento, em exemplo contam-se o Meteor F8 da Praça Santos Dummont ("Praça do Avião") em Canoas, RS doado pela Base Aérea de Canoas (BACO), outro no Shopping Del Rey, em Belo Horizonte, MG, além de outra unidade na Base Aérea do Bacacheri, em Curitiba, PR, no portal da Base Aérea de Salvador e no interior da Academia da Força Aérea, em Pirassununga, São Paulo.

Três vistas do Gloster Meteor.

Houve também um Gloster F8, prefixo 4438, instalado em 1969, em frente ao Colégio Brigadeiro Newton Braga, na "Praça do Avião", na Estrada do Galeão, próximo à Base Aérea do Galeão - BAGL, Rio de Janeiro, RJ. Em 1990 este foi retirado e substituído por um "mock-up" em fibra de vidro do AMX A-1, permanecendo até hoje.
Também até a década passada alunos do Curso de Engenharia Mecânica da Universidade Federal do Paraná tinham à disposição, no então laboratório da cadeira de Máquinas Térmicas de combustão externa, um dos propulsores de Gloster Meteor desativado pela FAB, instalados em uma bancada para devidos testes do reator em funcionamento, marcando os eventos com seu peculiar som agudo e cheio.
Dois exemplares do Meteor, um TF-7 (2 assentos) e um F8 (1 assento) também estão presentes no acervo do Museu Aeroespacial (Musal) no Campo dos Afonsos, Rio de Janeiro. Bem como, na Academia Militar das Agulhas Negras (AMAN) em Resende, no Rio de Janeiro.

## Variantes

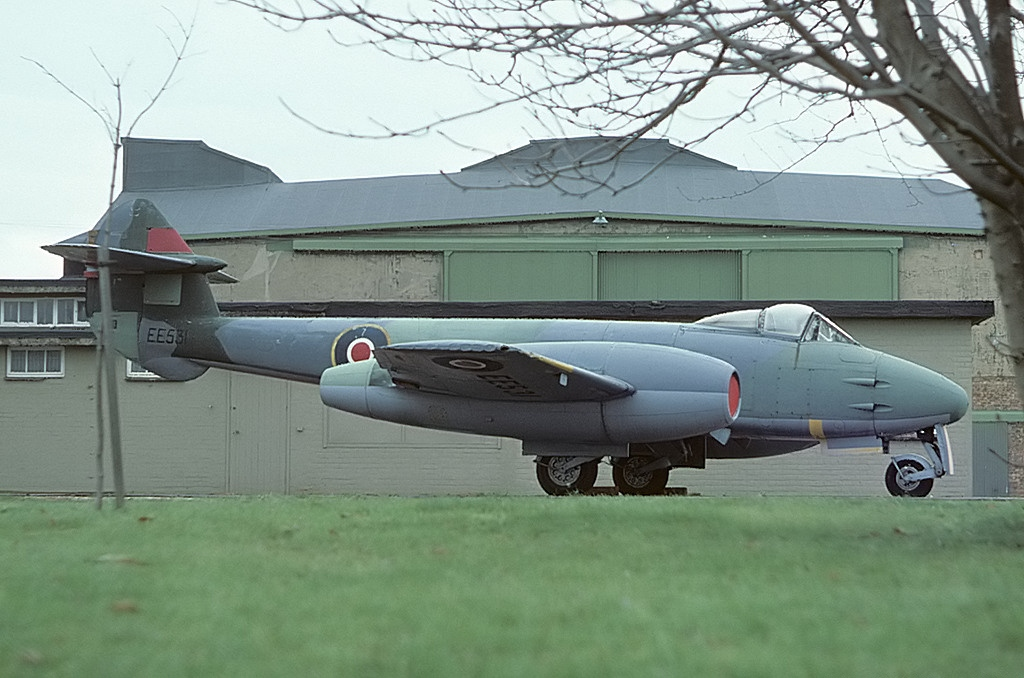
Gloster Meteor F.4

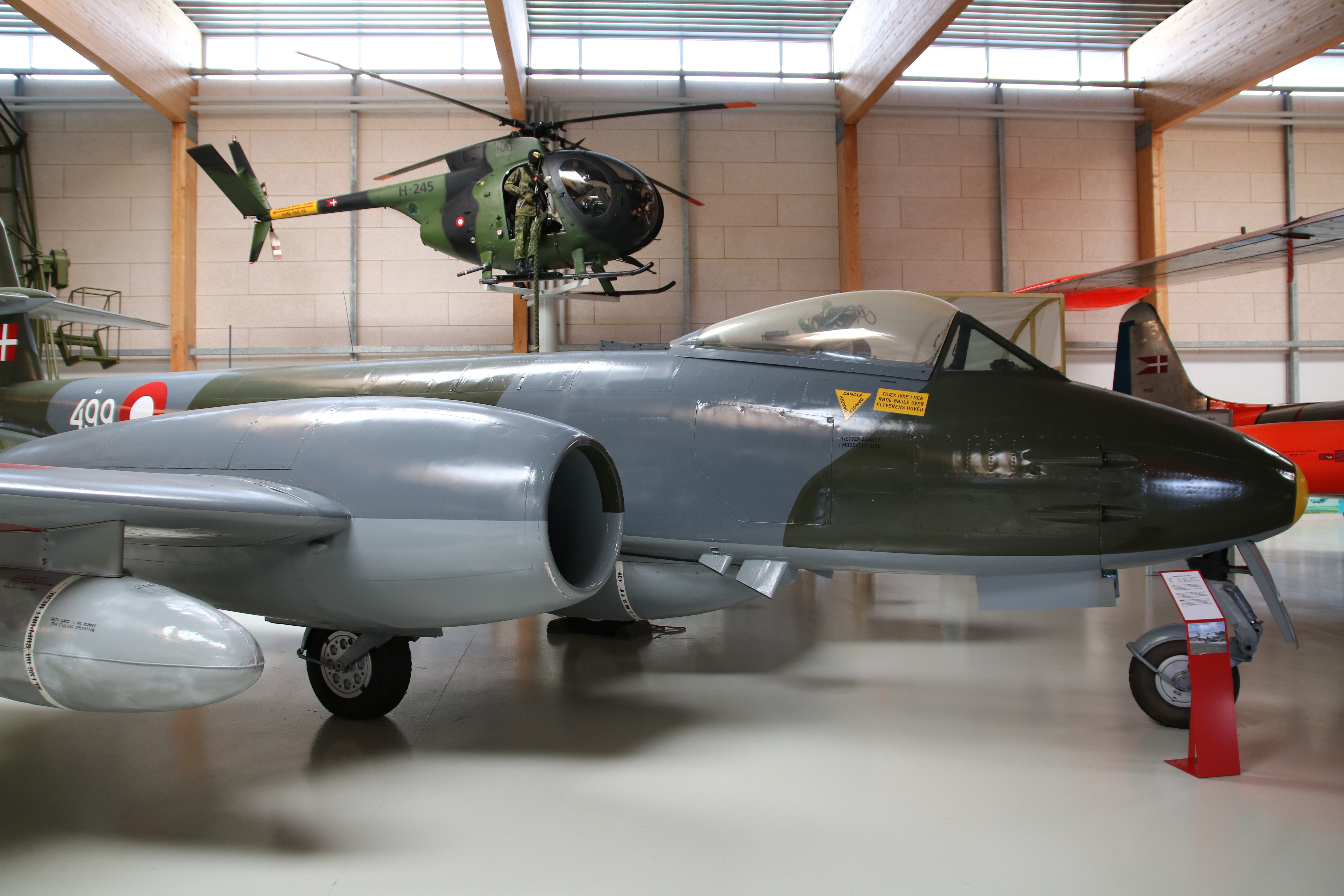
Força Aérea Real Dinamarquesa (RDAF) no. 499 Gloster Meteor F. MK.8 em exibição no Danmarks Flymuseum i Stauning, Skjern, Dinamarca.

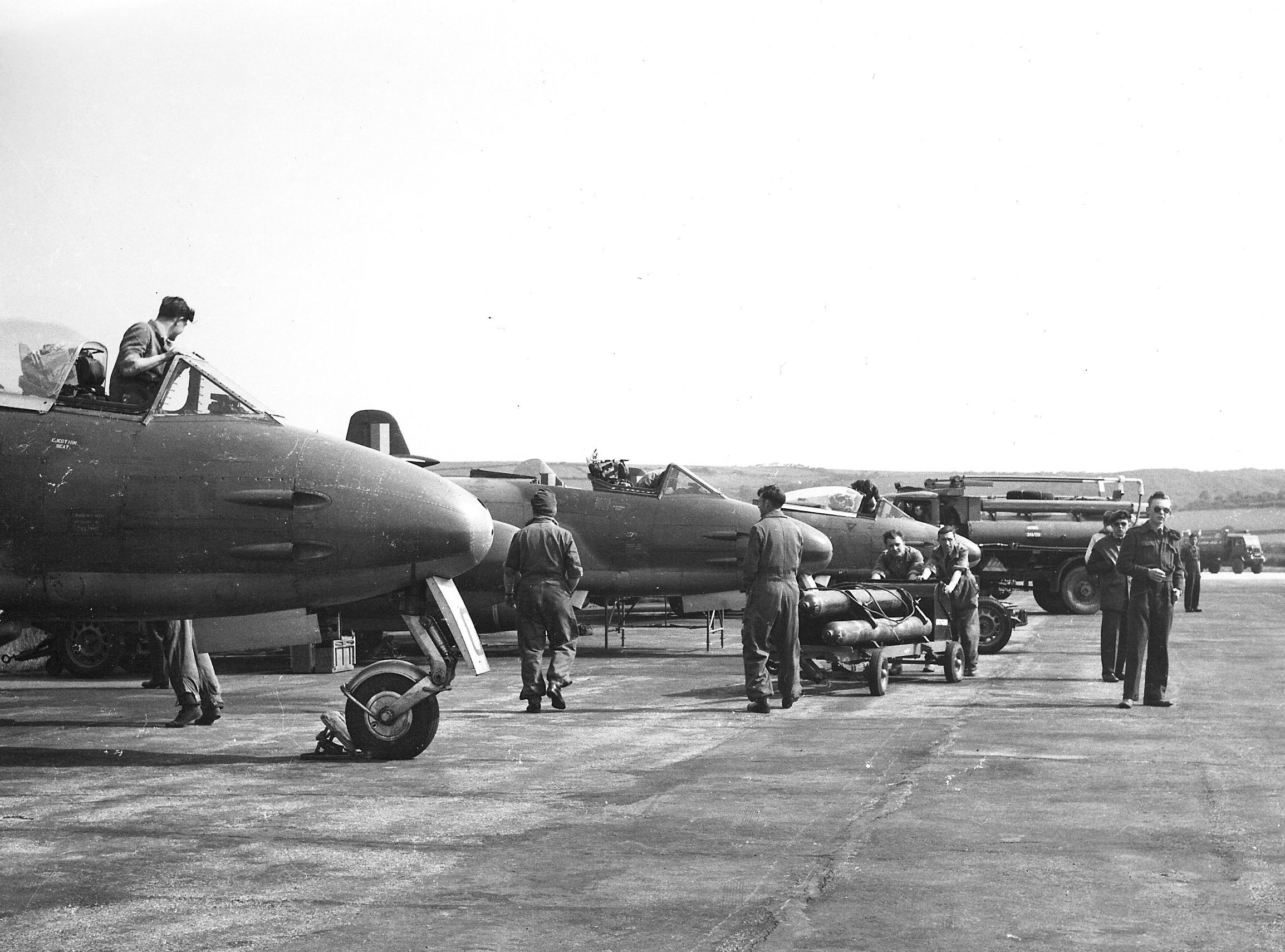
Gloster Meteor F.8 sendo preparado para voo.

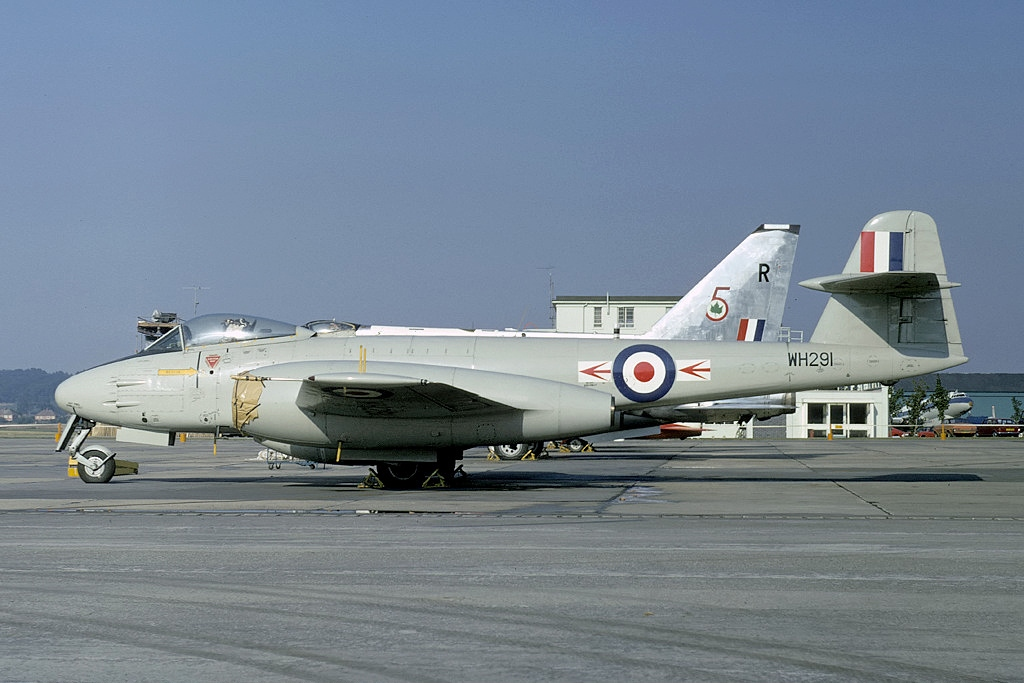
Gloster Meteor F.8

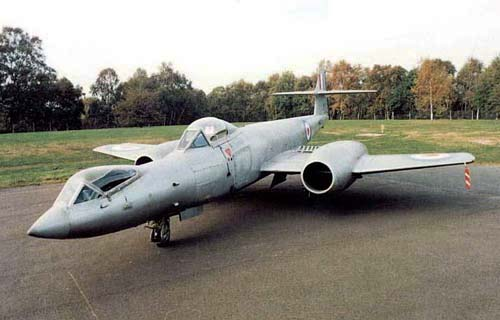
O banco de testes experimental do "piloto de bruços".

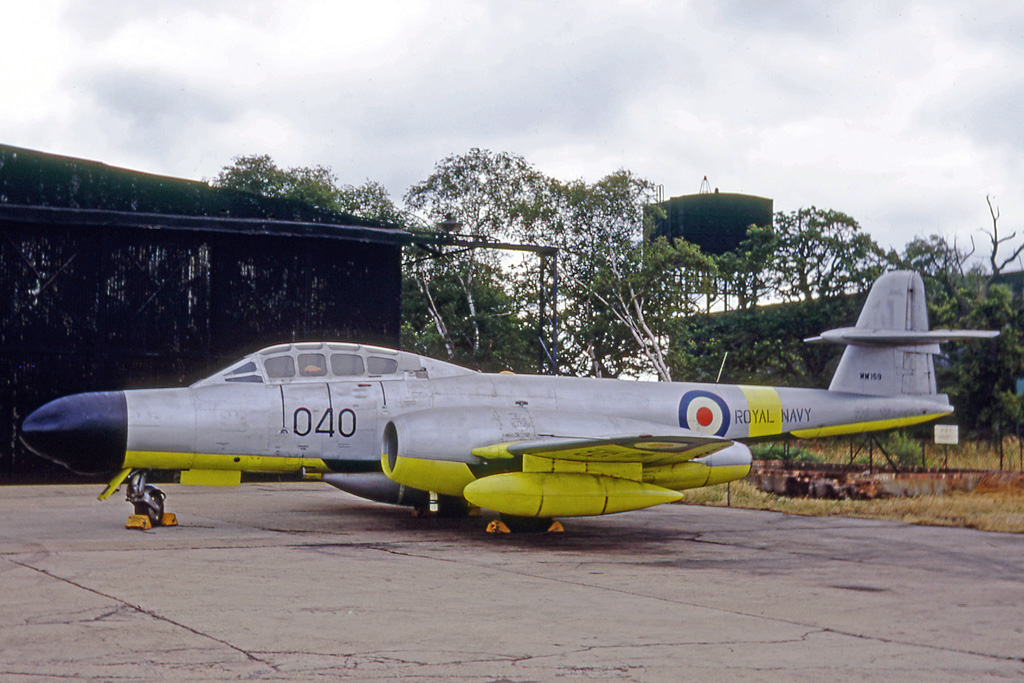
Meteor TT.20 alvo rebocador da Royal Navy em 1967.

Gloster F.9/40
Protótipos, oito construídos:

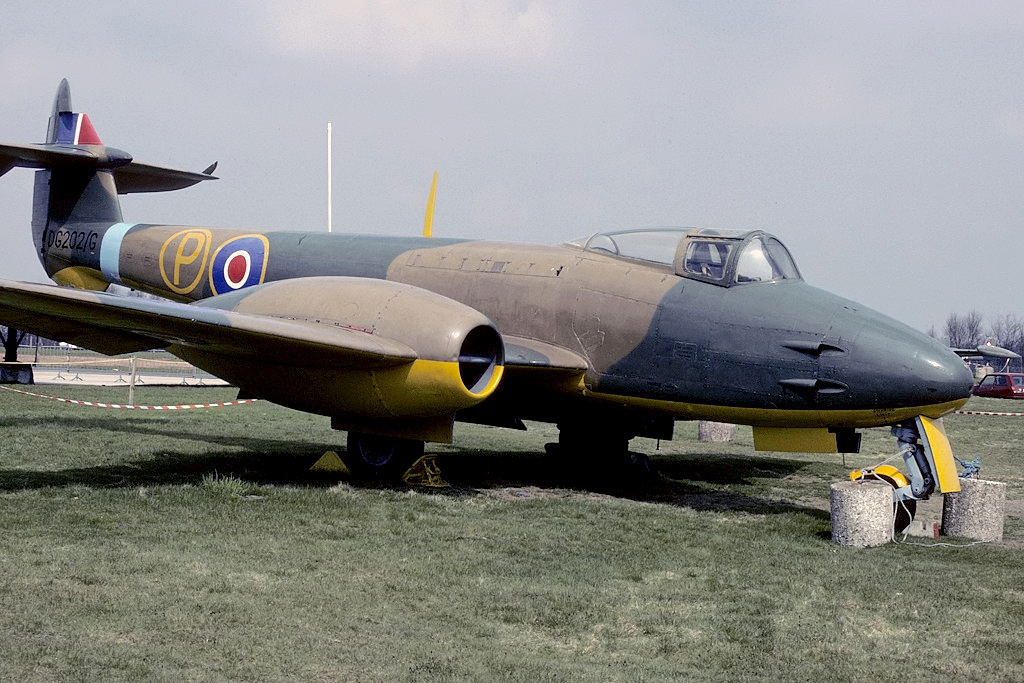
Gloster F.9/40 Meteor protótipo DG202/G em acabamento de guerra.

- DG202/G alimentado por dois motores a jato Rover W2B, voando pela primeira vez em 24 de julho de 1943.[8]
- DG203/G alimentado por dois motores Power Jets W2/500, voou pela primeira vez em 9 de novembro de 1943.[8]
- DG204/G alimentado por dois motores a jato axiais Metrovick F2, ao contrário dos outros F.9/40s, os motores foram montados sob a asa, voando pela primeira vez em 13 de novembro de 1943.[8]
- DG205/G alimentado por dois motores a jato Rover W2B/23, voou pela primeira vez em 12 de junho de 1943.[8]
- DG206/G alimentado por dois motores a jato Halford H1, o primeiro a voar em 5 de março de 1943.[8]
- DG207/G alimentado por dois motores a jato Halford H1, voando pela primeira vez em 24 de julho de 1945, tornou-se o protótipo da variante F.2.[8]
- DG208/G alimentado por dois motores Rover W2B/23, voou pela primeira vez em 20 de janeiro de 1944.[8]
- DG209/G alimentado por dois motores Rover W2B/27, voou pela primeira vez em 18 de abril de 1944.[8]

Meteor F.1
Primeira aeronave de produção construída entre 1943 e 1944, 20 construídas.
Meteor F.1, turboélice Trent
Banco de teste de motor único, convertido do antigo No. 616 Squadron RAF operacional F.1 número de série EE227, para o Rolls-Royce Trent turbohélice tornando-o o primeiro avião turboélice do mundo. O material rodante foi alongado para dar espaço ao solo para os parafusos de ar iniciais de 7 pés e 7 polegadas Rotol. Voando pela primeira vez em setembro de 1945, não foi mostrado publicamente até junho de 1946. Descobriu-se que controles separados para unidades de empuxo e velocidade constante exigiam muita habilidade para gerenciar. Ele então voou com maior empuxo do motor e hélices menores para permitir o desenvolvimento de um sistema de controle combinado. O programa de desenvolvimento foi concluído em 1948.
Meteor F.2
Versão com motor alternativo com dois Halford H1s – um dos F.9/40s foi usado como protótipo e testes por de Haviland, não entrou em produção.
Meteor F.3
Derwent I alimentado, com dossel deslizante. Voou pela primeira vez em 11 de setembro de 1944, 210 construídos (os primeiros 15 eram movidos a Welland).
Meteor F.4
Derwent 5 alimentado com fuselagem reforçada, 489 construídos por Gloster e 46 por Armstrong Whitworth para a Royal Air Force. O F. 4 também foi exportado para Argentina (50 aeronaves), Bélgica (48 aeronaves), Dinamarca (20 aeronaves), Egito (12 aeronaves), Holanda (38 aeronaves).
Meteor FR.5
Versão de reconhecimento de caça única do F.4. Equipado com câmeras verticais no nariz em vez dos quatro canhões e com câmeras oblíquas na fuselagem. Destruído no vôo inaugural, 15 de junho de 1949.
Meteor F.6
Variante de asa enflechada proposta do F.4, não construída.
Meteor T.7
Variante de treinador de dois lugares do F.4, protótipo da empresa voou pela primeira vez em 19 de março de 1948, 640 aeronaves de produção para a Força Aérea Real e a Marinha Real (43) e 72 para exportação (Austrália, Bélgica, Brasil, Dinamarca, Egito, França, Israel, Holanda). A Avions Fairey modificou 20 F.4s da Força Aérea Belga para o padrão T.7.
Meteor F.8
Muito melhor do que o F.4. Fuselagem mais longa, maior capacidade de combustível, assento ejetável padrão e cauda modificada (derivado do E.1/44). Um prolífico lutador de linha de frente na RAF durante 1950-1954, esta variante foi encomendada pela RAAF, com a qual entrou em ação na Guerra da Coréia.
Meteor F.8 Piloto Deitado
Experimental único piloto de bruços F.8, WK935 modificado por Armstrong Whitworth.
Meteor F.8 bancada de teste de deflexão do jatoUm F.8 (RA490) modificado com motores Rolls-Royce Nene em balanço para a frente das asas e "caixas de deflexão" para direcionar a exaustão do jato para baixo para o jet-lift.
Meteor FR.9
Versão de reconhecimento armado de caça do F.8, voou pela primeira vez em 23 de março de 1950, 126 construído por Gloster para a Royal Air Force. As antigas aeronaves da RAF foram posteriormente vendidas para o Equador, Israel e Síria.
Meteor PR.10
Versão de reconhecimento fotográfico do F.8, voou pela primeira vez em 29 de março de 1950, 59 construído para a Royal Air Force.
Meteor NF.11
Variante Night Fighter com radar Airborne Interception (AI) projetado e construído por Armstrong Whitworth, três protótipos seguidos por 311 aeronaves de produção para a Força Aérea Real e 20 para a Força Aérea Real Dinamarquesa.
Meteor NF.12
Versão de nariz mais longo do NF.11 com radar americano AN/APS-21, isso foi equilibrado por uma barbatana um pouco maior, voando pela primeira vez em 21 de abril de 1953, 100 construído por Armstrong Whitworth.
Meteoro NF.13
Versão tropicalizada do NF.11 para substituir o Mosquito NF.36 para serviço com 39 Squadron em Malta e Chipre e 219 Squadron com base no Egito. A primeira das 40 aeronaves de produção construídas por Armstrong Whitworth voou pela primeira vez em 21 de dezembro de 1952. As antigas aeronaves da Royal Air Force foram posteriormente vendidas para o Egito (6 aeronaves), França (2 aeronaves), Israel (6 aeronaves) e Síria (6 aeronaves) .
Meteor NF.14
NF.11 com novo dossel soprado de duas peças em vez da versão de estrutura pesada. Ele também tinha um nariz mais longo dando um comprimento de 51 pés 4 pol. O protótipo modificado de um NF.11 voou pela primeira vez em 23 de outubro de 1953 e foi seguido por 100 aeronaves de produção construídas por Armstrong Whitworth para a Royal Air Force.
Meteor U.15
Alvo aéreo conversão do F.4, 92 modificado pela Flight Refueling Ltd.
Meteor U.16
Conversão de drone alvo do F.8, 108 modificado pelo Flight Refuelling.
Meteor TT.20
Conversão de reboque de alvo de alta velocidade do NF.11 para a Marinha Real por Armstrong Whitworth, 20 ex-Força Aérea Real NF.11s foram modificados. Quatro conversões adicionais de quatro NF.11s da Força Aérea Real Dinamarquesa, após a conversão estes foram pilotados por operadores civis em nome dos militares dinamarqueses.
Meteor U.21
Conversão de drone alvo do F.8 para a Força Aérea Real Australiana por Flight Refuelling, algumas aeronaves modificadas na Austrália pela Fairey Aviation of Australasia usando kits de modificação fornecidos pelo Flight Refueling.
Lutador de Ataque Terrestre
Também conhecido como o Reaper, era um F.8 modificado por Gloster como um caça de ataque ao solo de empreendimento privado. A modificação permitiu o transporte de um equipamento externo de decolagem assistida por foguete (RATOG), adicionado um canhão de 57 mm na fuselagem inferior e nos tanques de ponta. Voou pela primeira vez em 4 de setembro de 1950, apenas um foi construído.
Gloster CXP-1001
Uma versão monomotor do Meteor proposto por Gloster como caça de perseguição para a Força Aérea da República da China. Nenhum foi construído.

## Imagens

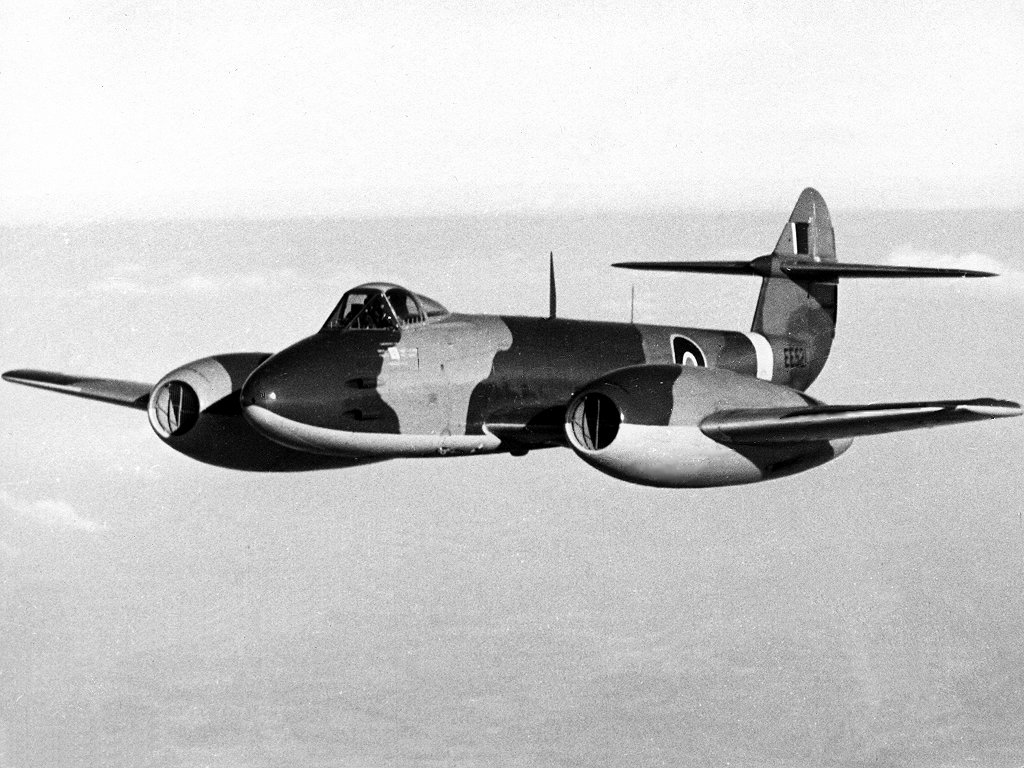
Um Gloster Meteor F.Mk.4 da RAF.
Gloster Meteor da Força Aérea Brasileira 1965.
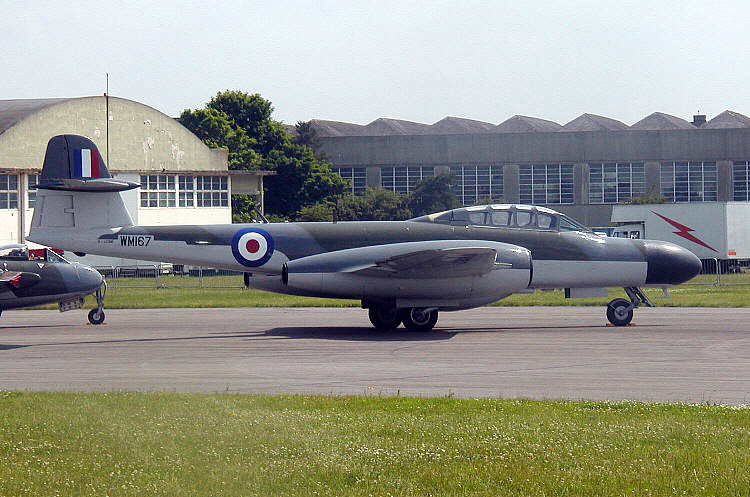
Junho de 2003.
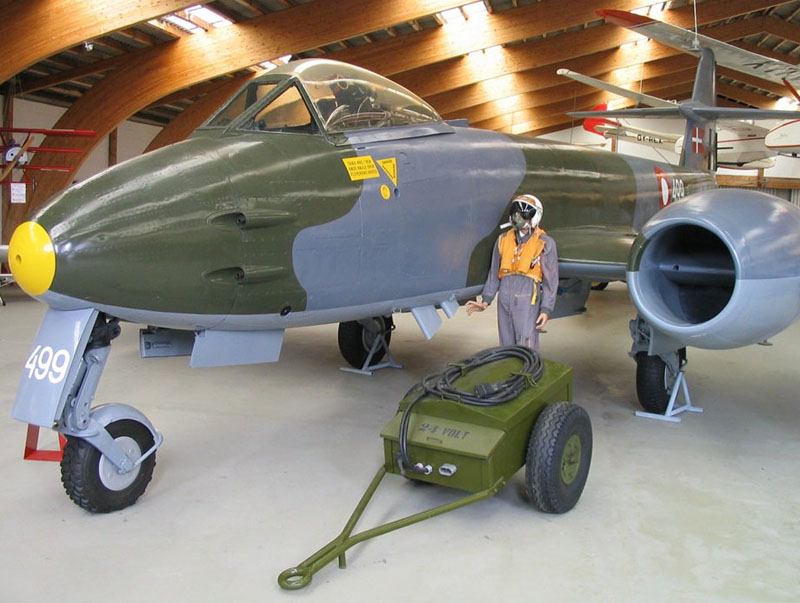
Fevereiro de 2004.
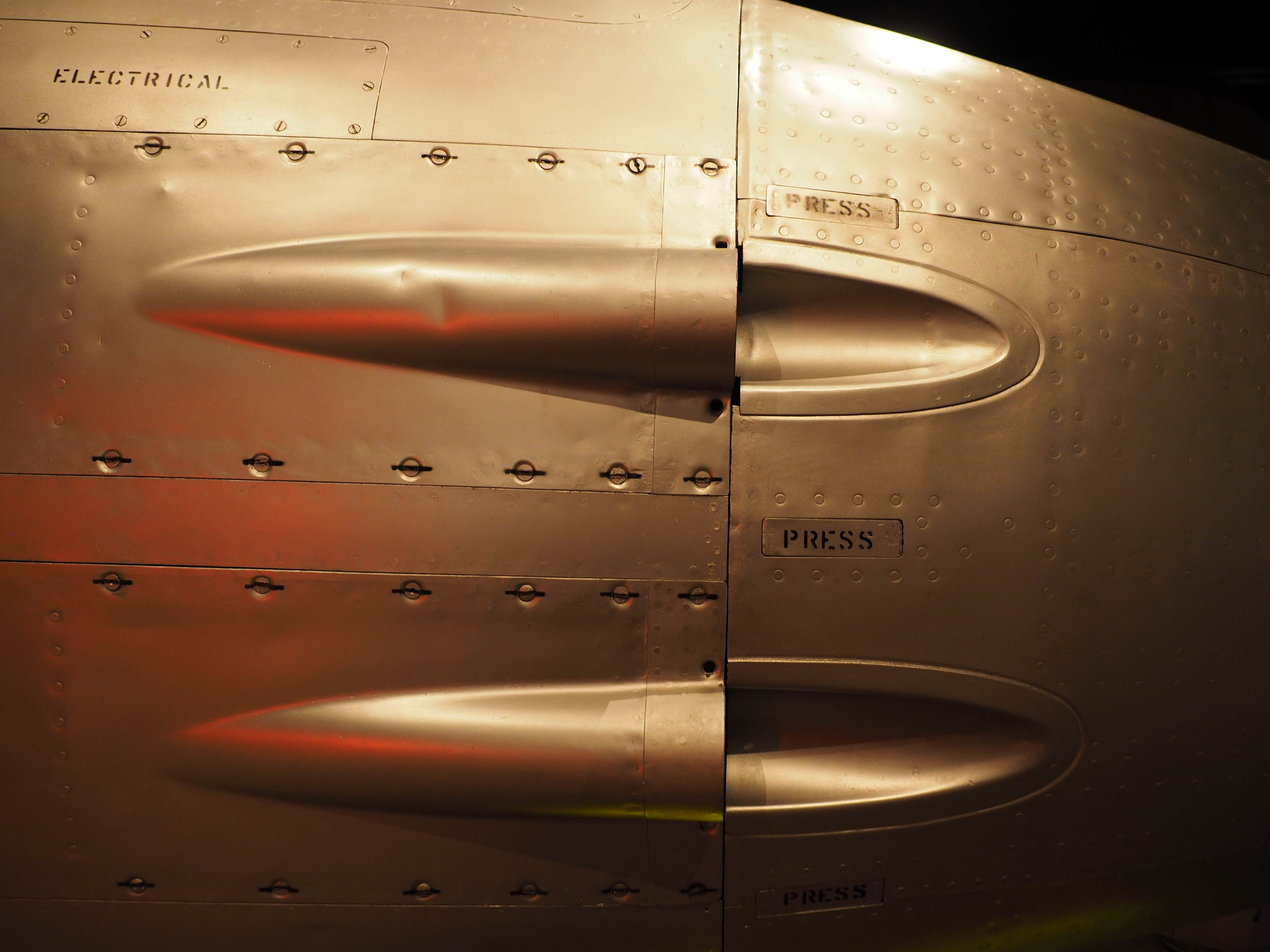
Canhões.
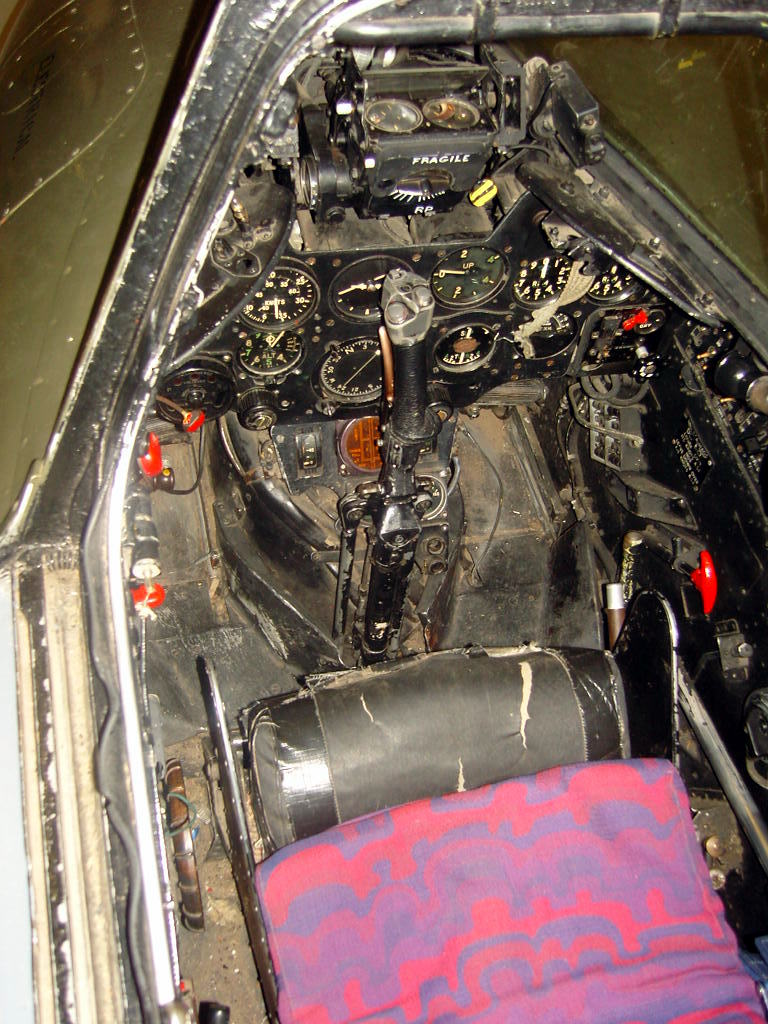
Cockpit.
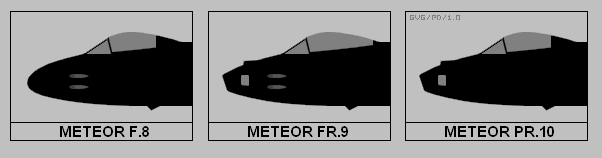
Formatos de nariz.
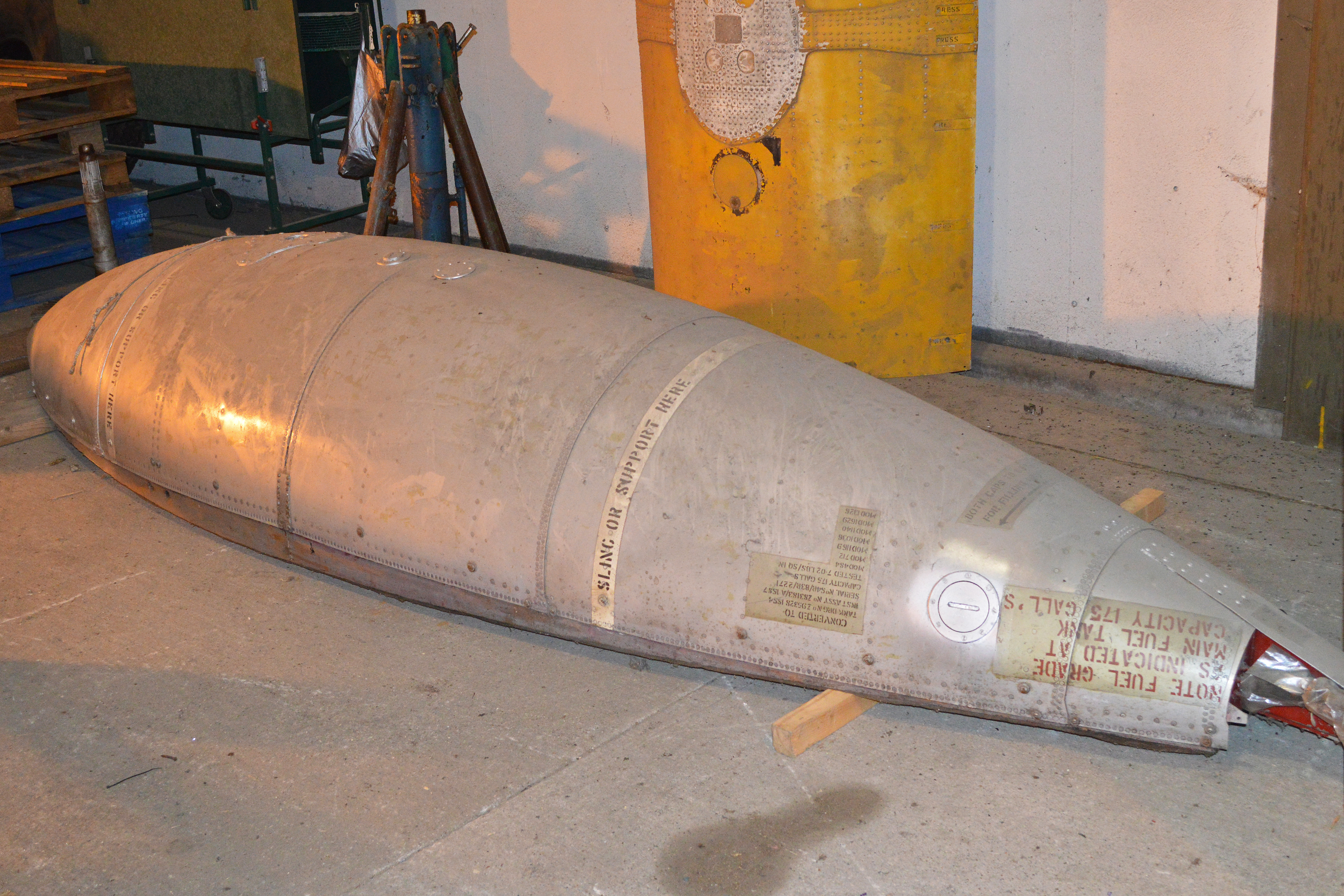
Tanque ventral.